# Viorel Moldovan
Viorel Dinu Moldovan (* 8. Juli 1972 in Bistrița, Kreis Bistrița-Năsăud) ist ein ehemaliger rumänischer Fußballspieler und derzeitiger -trainer.

## Karriere

### Als Spieler

#### Verein
Moldovan begann seine Karriere im Jahre 1984 in der Jugend von Gloria Bistrița. Nach einem kurzen Abstecher zu Viitorul Bistrița kehrte er zu seinem Heimatverein zurück und stieg 1990 mit Gloria zum ersten Mal in der Vereinsgeschichte in die Divizia A auf. Dort debütierte er am 21. Oktober 1990 bei der Auswärtsniederlage gegen Petrolul Ploiești. 1991 scheiterte ein Transferversuch zu MVV Maastricht, dafür wechselte er 1993 zum Ligakonkurrenten Dinamo Bukarest. Zur Saison 1995/96 zog es Moldovan in die Schweiz zu Neuchâtel Xamax. Nach nur einer Saison bei den Neuenburgern, in der er Torschützenkönig der Nationalliga A geworden war, wechselte er zum Ligakonkurrenten Grasshopper Club Zürich, bei dem er seinen Titel verteidigen konnte. Zur Rückrunde der Saison 1997/98 unterschrieb er beim englischen Premier-League-Verein Coventry City, bei dem er aber nur selten eingesetzt wurde. Im Sommer 1998 verließ Moldovan Coventry in Richtung Fenerbahçe Istanbul in die Türkei, wo er zwei Spielzeiten verbrachte. Im Jahr 2000 wechselte er nach Frankreich zum FC Nantes, mit dem er 2001 französischer Meister wurde und die Trophée des Champions erringen konnte. Nach einem kurzen Abstecher 2003 in den Vereinigten Arabischen Emiraten bei al-Wahda kehrte Moldovan zum FC Nantes zurück. In der Saison 2004/05 spielte er für Servette Genf, die er nach der Zwangsrelegation Richtung Heimat zu FCU Politehnica Timișoara verließ. In der Saison 2006/07 spielte er noch für Rapid Bukarest, ehe er seine Karriere beendete.

#### Nationalmannschaft
Moldovan spielte von 1993 bis 2005 70 Mal für die rumänische Fußballnationalmannschaft, dabei gelangen ihm 26 Tore. Er nahm mit ihr außerdem an den Fußball-Weltmeisterschaften 1994, bei der er ohne Einsatz blieb, und 1998 sowie an den Fußball-Europameisterschaften 1996 und 2000 teil.

### Als Trainer
Nachdem er zunächst als Sportdirektor bei Unirea Urziceni tätig gewesen war, löste Moldovan am 1. November 2008 Viorel Hizo im Amt des Cheftrainers beim FC Vaslui ab. Da sich Adrian Porumboiu, der Mäzen des Vereins, mehrfach hinsichtlich eines möglichen Rückzugs aus der Meisterschaft nach Ende der Saison 2008/09 geäußert hatte, löste Moldovan seinen Vertrag am 26. Mai 2009 vorzeitig auf.
Am 27. Juli 2009, fünf Tage vor Beginn der Saison 2009/10, ersetzte Moldovan kurzfristig Nicolò Napoli als Trainer beim FC Brașov in der Liga 1, kündigte den Vertrag wegen ausstehender Gehaltszahlungen jedoch Anfang Juni 2010. Am 9. September 2010 übernahm er das Training beim Erstligaaufsteiger Sportul Studențesc, gab das Amt am 31. Oktober 2010 nach sieben Ligaspielen, in denen das Team nur einen Punkt erringen konnte und auf den letzten Tabellenplatz abgerutscht war, aber wieder ab.
Seit September 2013 war er Cheftrainer von Rapid Bukarest in der Liga II. Diese Tätigkeit gab er nach dem erfolgreichen Aufstieg in der Saison 2013/14 auf, um im Sommer 2014 die rumänische U-21-Nationalmannschaft zu übernehmen. Ende Oktober 2014 wurde er einer der Assistenten des neuen Trainers Anghel Iordănescu bei der A-Nationalmannschaft.
Seit August 2020 ist er Trainer von FC Petrolul Ploiești.

## Erfolge/Titel
In der Nationalmannschaft
- Weltmeisterschaft: Viertelfinale 1994
- Europameisterschaft:  Viertelfinale 2000

Verein
- Schweizer Meister: 1997/98
- Französischer Meister: 2000/01
- Französischer Supercup-Sieger: 2001
- Rumänischer Pokalsieger: 2005/06, 2006/07
- Rumänischer Vize-Meister: 2005/06

Persönliche Auszeichnungen
- Torschützenkönig der Nationalliga A: 1995/96, 1996/97
- Ausländischer Spieler des Jahres in der Schweiz: 1996, 1997
- Spieler des Monats der Ligue 1: März 2004

### Als Trainer
- Aufstieg in die Liga 1: 2013/14, 2018/19

## Auszeichnungen
Am 25. März 2008 wurde Moldovan vom rumänischen Staatspräsidenten Traian Băsescu für die Leistungen in der Nationalmannschaft mit dem Verdienstorden „Meritul sportiv“ III. Klasse ausgezeichnet. Er ist Verdienter Meister des Sports.

## Sonstiges
Viorel Moldovan wurde auch dem nicht-fussballinteressierten Teil der Schweizer Bevölkerung bekannt, als sein Name während eines Quizsendungsbetrugs eine Rolle spielte. Ein Kandidat der Quizshow Risiko gab auf die Frage, wer durch das Schweizer Fernsehen zum Kopf des Jahres 1997 gewählt worden sei, den Namen Moldovans als Antwort. Tatsächlich wäre aber Viorel Moldovan erst auf eine spätere Frage die richtige Antwort gewesen; der Kandidat hatte sich die richtigen Antworten durch Helfer auskundschaften lassen, dabei aber die Fragen verwechselt. Die volle Antwort „Das isch dä Fuessballer Moldovan gsi“ („Das war der Fussballer Moldovan“) wurde danach in der Schweiz zur Redewendung. Ferner kreierten Michael Kull und Roy Lembo als Risi & Co einen Dance-Song mit dem Titel „Moldovan“. Der Song baute auf Zitaten aus der fraglichen Risiko-Sendung auf, lief zwischen dem 1. März und 19. April 1998 in der Schweizer Hitparade und erreichte mit Platz 13 seine höchste Platzierung.
Moldovan ist verheiratet und hat einen Sohn und eine Tochter.